# 火红辉亭鸟
，是雀形目园丁鸟科的一种鸟类。
火红辉亭鸟体重约130克，翼长约134.2毫米，嘴峰长约25.6毫米，喙宽度约7.2毫米，喙厚度约7.7毫米，跗蹠长约43.2毫米，尾长约69.5毫米。火红辉亭鸟在其分布区内为留鸟，其栖息在密集的高大树木组成的森林中，食性为杂食性，主要食物来源是水果。
火红辉亭鸟分布于新几内亚南部的托里切利山脉和亚历山大王子山脉。该物种是单型物种，没有亚种分化。